# Giải vô địch bóng đá nữ Nam Mỹ 2010
Giải vô địch bóng đá nữ Nam Mỹ 2010 (Campeonato Sudamericano Femenino 2010) diễn ra tại Ecuador từ 4 tháng 11 tới 21 tháng 11 năm 2010. Giải được tổ chức nhằm chọn ra hai đại diện của khu vực Nam Mỹ tham dự Giải vô địch bóng đá nữ thế giới 2011. Hai đội lọt vào trận chung kết cũng giành quyền tham dự Thế vận hội Mùa hè 2012.

## Vòng một
Các đội đầu và nhì mỗi bảng lọt vào vòng chung kết.

### Bảng A
| Đội       | Tr | T | H | B | BT | BB | HS | Đ |
| --------- | -- | - | - | - | -- | -- | -- | - |
| Chile     | 4  | 3 | 0 | 1 | 9  | 4  | +5 | 9 |
| Argentina | 4  | 3 | 0 | 1 | 7  | 2  | +5 | 9 |
| Ecuador   | 4  | 3 | 0 | 1 | 8  | 6  | +2 | 9 |
| Bolivia   | 4  | 1 | 0 | 3 | 5  | 11 | −6 | 3 |
| Perú      | 4  | 0 | 0 | 4 | 3  | 9  | −6 | 0 |

| Argentina                          | 3–0      | Bolivia |
| ---------------------------------- | -------- | ------- |
| Ojeda 6', 39' (ph.đ.) · Banini 51' | Chi tiết |         |

| Ecuador      | 1–2      | Chile                    |
| ------------ | -------- | ------------------------ |
| Quintero 42' | Chi tiết | Quezada 2' · Salgado 44' |

| Chile            | 1–2      | Argentina        |
| ---------------- | -------- | ---------------- |
| Lara 84' (ph.đ.) | Chi tiết | Pereyra 40', 70' |

| Ecuador                      | 2–1      | Perú        |
| ---------------------------- | -------- | ----------- |
| Quinteros 22' · Palacios 78' | Chi tiết | Tristàn 15' |

| Chile                            | 3–0      | Bolivia |
| -------------------------------- | -------- | ------- |
| Lara 8' · Zamora 40' · Araya 55' | Chi tiết |         |

| Argentina                 | 2–0      | Perú |
| ------------------------- | -------- | ---- |
| González 65' · Blanco 68' | Chi tiết |      |

| Perú         | 1–3      | Chile                     |
| ------------ | -------- | ------------------------- |
| Chirinos 45' | Chi tiết | Aedo 10' · Araya 57', 90' |

| Bolivia                                  | 3–4      | Ecuador                                         |
| ---------------------------------------- | -------- | ----------------------------------------------- |
| Loayza 30' · Benavides 70' · Padilla 87' | Chi tiết | Sánchez 45+4', 53' · Freire 68' · Quinteros 73' |

| Bolivia         | 2–1      | Perú         |
| --------------- | -------- | ------------ |
| Loayza 29', 61' | Chi tiết | Chirinos 22' |

| Ecuador       | 1–0      | Argentina |
| ------------- | -------- | --------- |
| Rodríguez 34' | Chi tiết |           |

### Bảng B
| Đội       | Tr | T | H | B | BT | BB | HS  | Đ  |
| --------- | -- | - | - | - | -- | -- | --- | -- |
| Brasil    | 4  | 4 | 0 | 0 | 13 | 1  | +12 | 12 |
| Colombia  | 4  | 3 | 0 | 1 | 17 | 2  | +15 | 9  |
| Paraguay  | 4  | 2 | 0 | 2 | 8  | 6  | +2  | 6  |
| Venezuela | 4  | 1 | 0 | 3 | 5  | 15 | −10 | 3  |
| Uruguay   | 4  | 0 | 0 | 4 | 2  | 21 | −19 | 0  |

| Paraguay | 0–3      | Colombia                              |
| -------- | -------- | ------------------------------------- |
|          | Chi tiết | Domínguez 18' · Uzme 46' · Rincón 70' |

| Brasil                                            | 4–0      | Venezuela |
| ------------------------------------------------- | -------- | --------- |
| Aline 26', 30' · Cristiane 42' · Renata Costa 60' | Chi tiết |           |

| Venezuela | 0–4      | Paraguay                                |
| --------- | -------- | --------------------------------------- |
|           | Chi tiết | Quintana 49' · Villamayor 56', 59', 80' |

| Uruguay | 0–4      | Brasil                                      |
| ------- | -------- | ------------------------------------------- |
|         | Chi tiết | Cristiane 15' (ph.đ.), 40' · Marta 36', 57' |

| Colombia                                                             | 5–0      | Venezuela |
| -------------------------------------------------------------------- | -------- | --------- |
| Arias 27' · Rodallega 45' · Peralta 56' · Rincón 58' · Velásquez 73' | Chi tiết |           |

| Paraguay                                                          | 4–0      | Uruguay |
| ----------------------------------------------------------------- | -------- | ------- |
| Villamayor 29' · Galeano 38' · Quintana 42' · Vásquez 89' (ph.đ.) | Chi tiết |         |

| Venezuela                                              | 5–2      | Uruguay                      |
| ------------------------------------------------------ | -------- | ---------------------------- |
| Vizo 4', 17' · Quintero 31' · Torres 78' · Altuber 83' | Chi tiết | Viera 43' · Birizamberri 66' |

| Colombia  | 1–2      | Brasil                    |
| --------- | -------- | ------------------------- |
| Muñoz 57' | Chi tiết | Cristiane 13' · Marta 28' |

| Uruguay | 0–8      | Colombia                                                                                      |
| ------- | -------- | --------------------------------------------------------------------------------------------- |
|         | Chi tiết | Uzme 35' (ph.đ.) · Rincón 41', 80' · Castro 45', 84' · Montoya 82' · N. Arias 85' · Vidal 88' |

| Brasil                         | 3–0      | Paraguay |
| ------------------------------ | -------- | -------- |
| Cristiane 18', 36' · Marta 57' | Chi tiết |          |

## Vòng hai
| Đội       | Tr | T | H | B | BT | BB | Đ   | HS |
| --------- | -- | - | - | - | -- | -- | --- | -- |
| Brasil    | 3  | 3 | 0 | 0 | 12 | 1  | +11 | 9  |
| Colombia  | 3  | 1 | 1 | 1 | 2  | 6  | −4  | 4  |
| Chile     | 3  | 0 | 2 | 1 | 2  | 4  | −2  | 2  |
| Argentina | 3  | 0 | 1 | 2 | 0  | 5  | −5  | 1  |

| Chile    | 1–1      | Colombia   |
| -------- | -------- | ---------- |
| Lara 61' | Chi tiết | Rincón 29' |

| Brasil                                                     | 4–0      | Argentina |
| ---------------------------------------------------------- | -------- | --------- |
| Grazielle 25' · Dos Santos 37' · Marta 63' · Cristiane 77' | Chi tiết |           |

| Chile | 0–0      | Argentina |
| ----- | -------- | --------- |
|       | Chi tiết |           |

| Brasil                                                     | 5–0      | Colombia |
| ---------------------------------------------------------- | -------- | -------- |
| Érika 23' · Grazielle 48' · Marta 69', 87' · Cristiane 82' | Chi tiết |          |

| Colombia       | 1–0      | Argentina |
| -------------- | -------- | --------- |
| Betancourt 51' | Chi tiết |           |

| Chile       | 1–3      | Brasil                      |
| ----------- | -------- | --------------------------- |
| Salgado 45' | Chi tiết | Batista 2' · Marta 36', 83' |